# 1400.
1400. je prvo desetletje v 15. stoletju med letoma 1400 in 1409. 